# Telefoto
Una telefoto o telefotografia (wirephoto en anglès) és una imatge fotogràfica rebuda a través d'una línia telefònica (analògica), telegràfica o via ràdio El principi de la telefotografia (o fototelegrafia) consisteix,  durant la transmissió, en la transformació de nivells de llum captats mitjançant una cèl·lula fotoelèctrica, en senyals elèctrics per enviar-los per telègraf, o en senyals acústics per enviar-los per telèfon o per ràdio. En la recepció, els senyals telegràfics van directes, i en el cas dels acústics es converteixen en tensió, que modula una bombeta o una altra font de llum per impressionar paper fotogràfic o pel·lícula fotosensible..

## Història

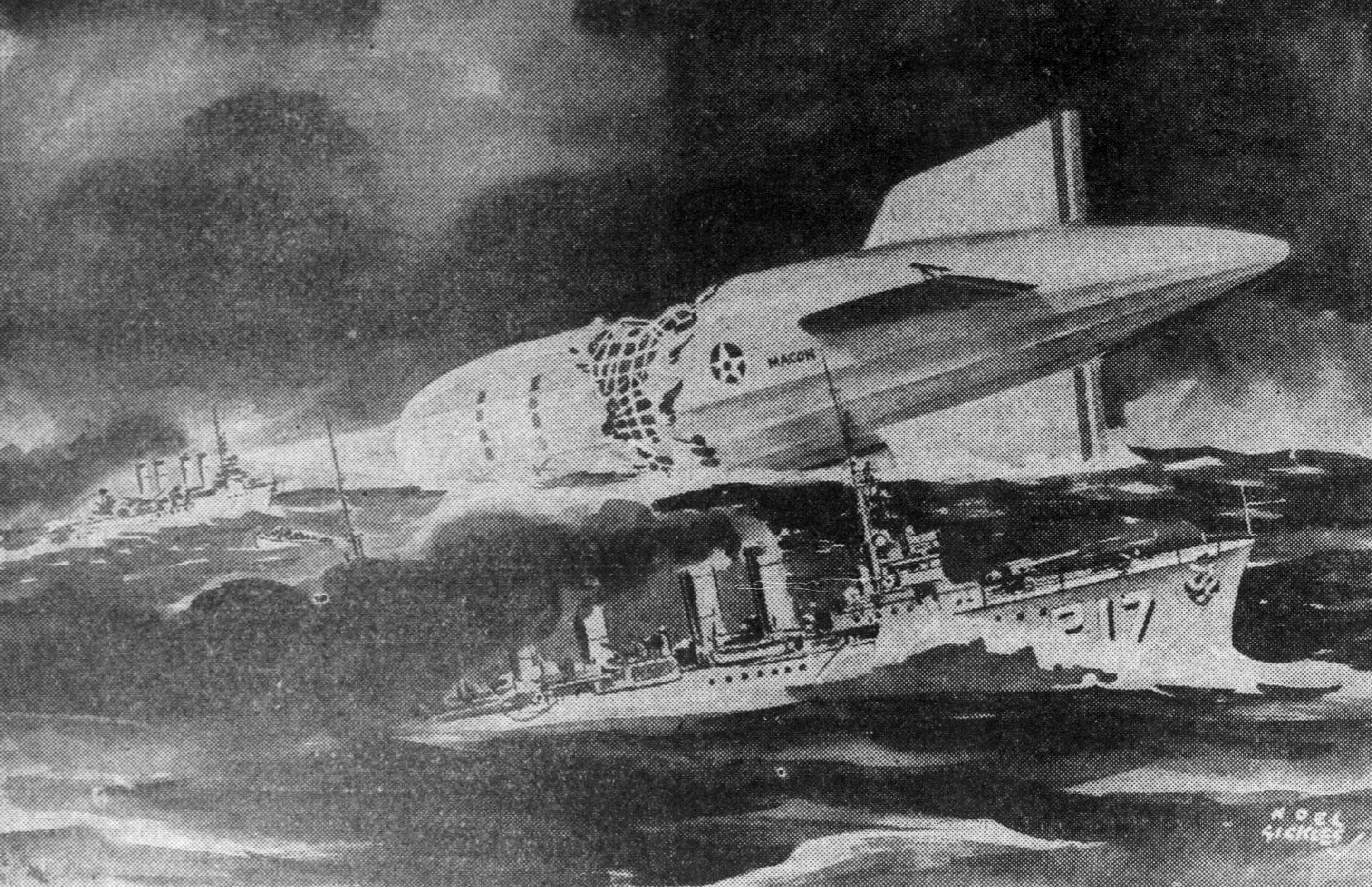
La primera il·lustració transmesa a través d'AP Wirephoto va ser el dibuix conceptual de Noel Sickles de l'accident de l'USS Macon.

Bain va ser capaç de transmetre imatges mitjançant cables telegràfics, amb el seu invent "recording telegraph" (telègraf gravador). Frederick Bakewell va fer diverses millores en el disseny de Bain i va fer demostracions amb una màquina de telefax. El 1855, un sacerdot italià, Giovanni Caselli, també va crear un telègraf elèctric que podia transmetre imatges. Caselli va anomenar el seu invent " Pantelegraph " provat amb èxit en una línea telegràfica entre París y Lió.

Tanmateix, comercialment, la telefotografia va ser el successor del Telediagraph d'Ernest A. Hummel de 1895, que havia transmès originals de goma laca escanejats elèctricament a través d'un circuit dedicat que connectava el New York Herald i el Chicago Times Herald, la República de St. Louis, el Boston Herald i el Philadelphia d'In .

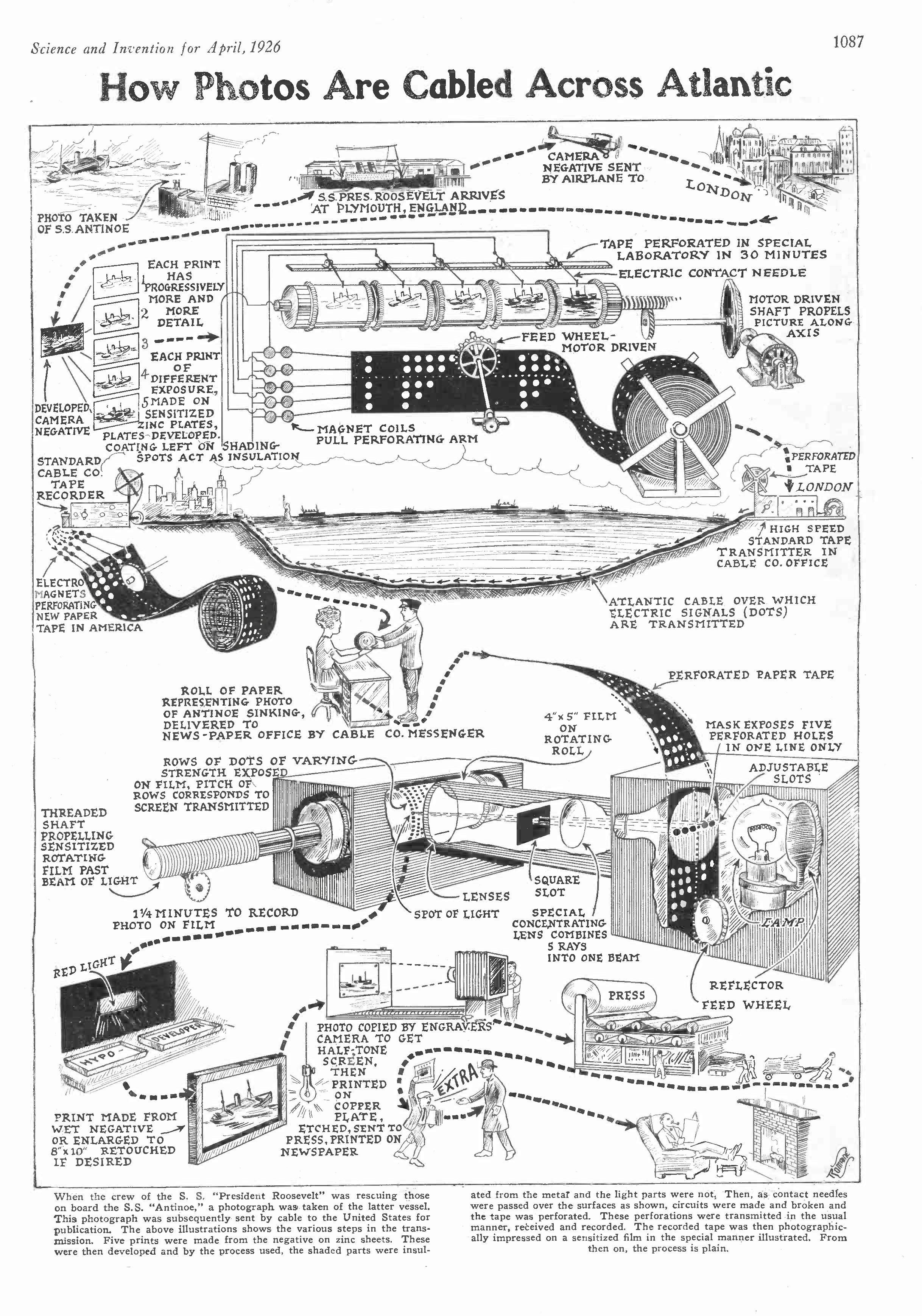
Il·lustració de 1926 de com es cablegen les fotos a través de l'oceà Atlàntic

El Bélinographe de 1913 d'Édouard Belin, que escanejava amb una fotocèl·lula i es transmetia a través de línies telefòniques normals, va constituir la base del servei Wirephoto. A Europa, els serveis similars a una telefotografia s'anomenaven Belino.
El sistema Bartlane, inventat per Harry G. Bartholomew i Maynard D. McFarlane, va ser una tècnica inventada l'any 1920 per transmetre imatges digitalitzades de diaris a través de línies de cable submarí entre Londres i Nova York. i es va utilitzar per primera vegada per transmetre una imatge a través de l'Atlàntic el 1921.
Western Union va transmetre la seva primera fotografia el 1921. AT&T va seguir el 1924, i RCA va començar a enviar Radiophotos el 1926.
Els primers sistemes de telefotografia eren lents i no es reproduïen bé. El 1929, Vladimir Zworykin, un enginyer electrònic que treballava per a Western Electric, va idear un sistema que produïa una millor reproducció i podia transmetre una pàgina sencera en aproximadament un minut.
A la dècada de 1930, les màquines de telefotografia de qualsevol velocitat raonable eren molt grans i cares i requerien una línia telefònica dedicada. Les empreses de mitjans de comunicació com Associated Press van utilitzar costoses línies telefòniques llogades per transmetre fotografies. A mitjans de la dècada de 1930 va començar una batalla tecnològica per un equip de telefotografia portàtil menys costós que pogués transmetre fotografies a través de línies telefòniques estàndard.
L'Associated Press va començar el seu servei Wirephoto l'any 1935 i va mantenir una marca registrada amb el terme "AP Wirephoto" de 1963 a 2004. La primera foto d'AP enviada per cable mostrava l'estavellament d'un avió petit el desembre de 1934 a les muntanyes Adirondack de Nova York.
Quan el dirigible de la Marina dels EUA USS (ZRS-5) es va estavellar a l'oceà Pacífic (12 de febrer de 1935) davant de la costa de Califòrnia, l'AP Wirephoto va transmetre el seu primer dibuix: un esbós conceptual de l'artista Noel Sickles de l'accident i la recerca de supervivents. Segons Sickles, el personal de Wirephoto inicialment no va voler transmetre el dibuix perquè no era una foto. El Wide World News Photo Service 'New York Times acabava d'instal·lar un prototip de màquina de transmissió de fotografies a San Francisco el dia de l'accident. Es va fer una foto dels supervivents 'Macon quan van arribar a terra i es va transmetre ràpidament a la ciutat de Nova York per línies telefòniques habituals per publicar-la l'endemà al matí. El 1936, International News Photos va posar en ús una copiadora i un transmissor de telefotografia que es podia portar a qualsevol lloc i només necessitava una línia telefònica estàndard de llarga distància.

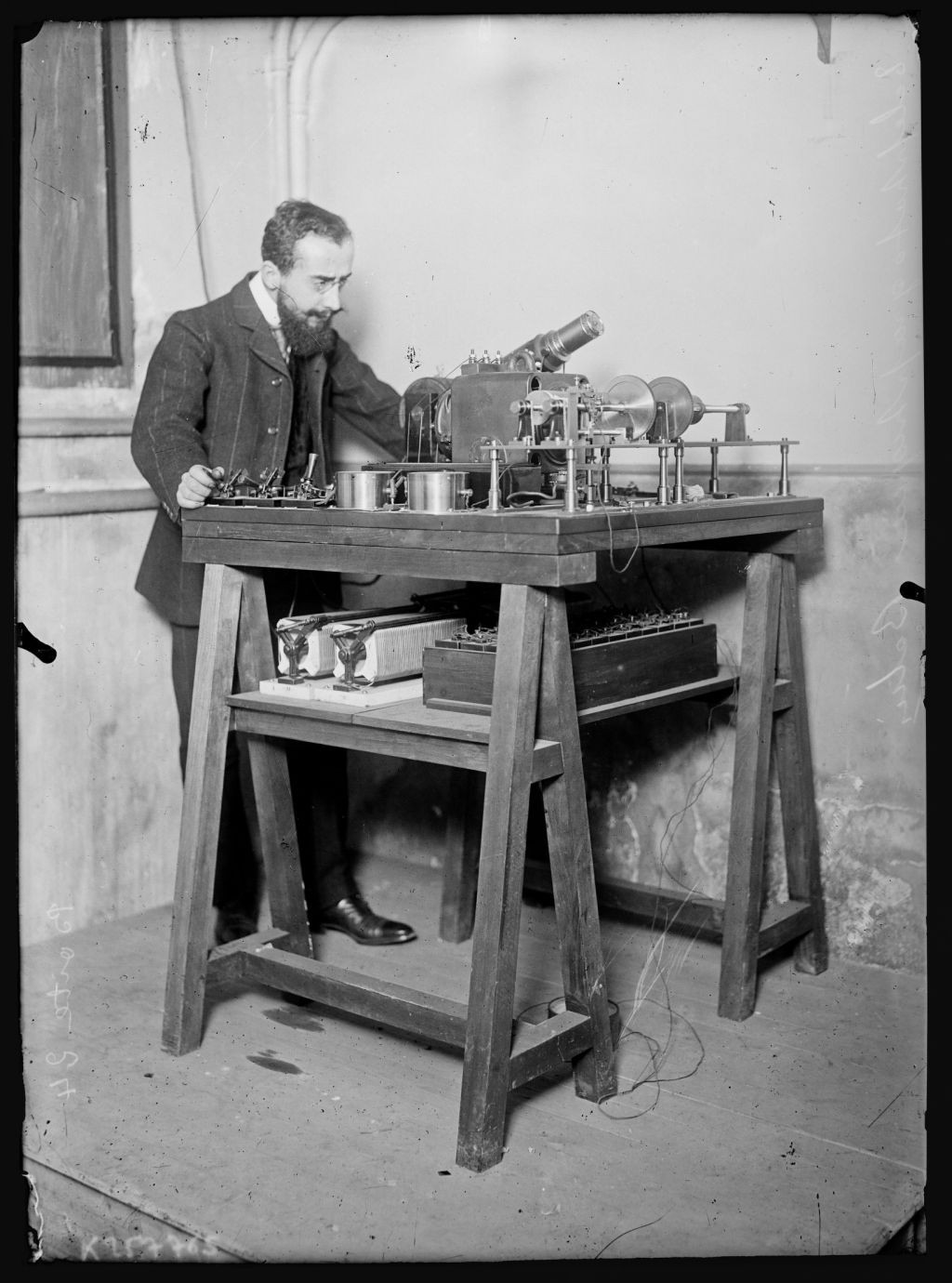
Édouard Belin i el seu Belinògraf

Durant la campanya de llançament de fulletons dels Estats Units sobre l'Imperi del Japó cap al final de la Segona Guerra Mundial, Honolulu transmetria algunes imatges de radiofotografies a Saipan que representaven missatges de fulletons proposats per a la impremta de Saipan.
Després de la Segona Guerra Mundial en espectacles d'alta costura a París, Frederick L. Milton esbossaria dissenys de passarel·les i transmetia els seus esbossos a través de Bélinographe als seus subscriptors, que després podrien copiar les modes parisenques. El 1955, quatre grans modistes francesos ( Lanvin, Dior, Patou i Jacques Fath ) van demandar Milton per pirateria, i el cas va passar a la Divisió d'Apel·lació del Tribunal Suprem de Nova York . Wirephoto va permetre una velocitat de transmissió que, segons els dissenyadors francesos, va danyar els seus negocis.